# Бронниця (пункт пропуску)
48°24′06″ пн. ш. 27°53′41″ сх. д. / 48.40167° пн. ш. 27.89472° сх. д.
Бро́нниця — пункт пропуску через Державний кордон України на кордоні з Молдовою. У частині документів зазначена неправильна назва Боронниця.
Розташований у Вінницькій області, Могилів-Подільський район, поблизу однойменного села на автошляху Т 0202. Із молдавського боку через Дністер розташований пункт пропуску «Унґурь», Окницький район, на трасі у напрямку Отача.
Вид пункту пропуску — автомобільний. Статус пункту пропуску — місцевий, цілодобовий. З серпня 2017 року — міжнародний. 
Характер перевезень — пасажирський.
Судячи із відсутності даних на сайті МОЗ, пункт пропуску «Бронниця» може здійснювати лише радіологічний, митний та прикордонний контроль.

## Галерея

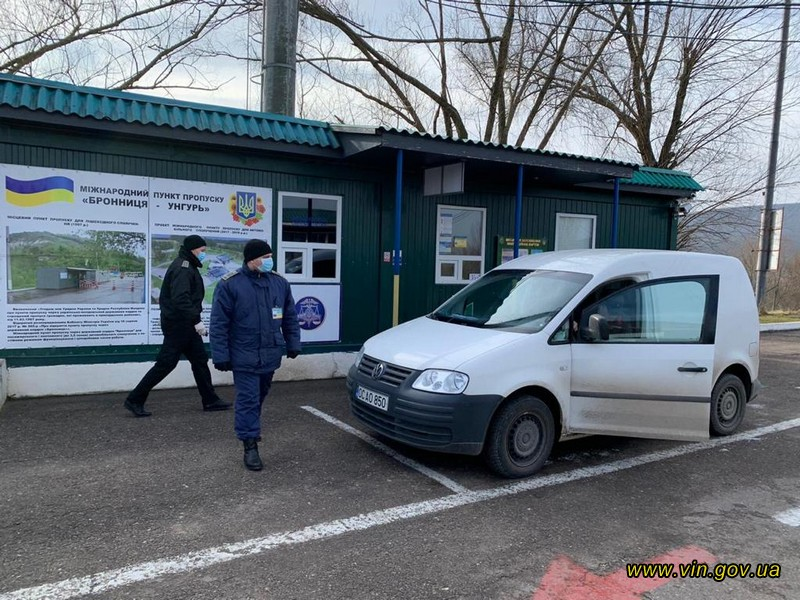
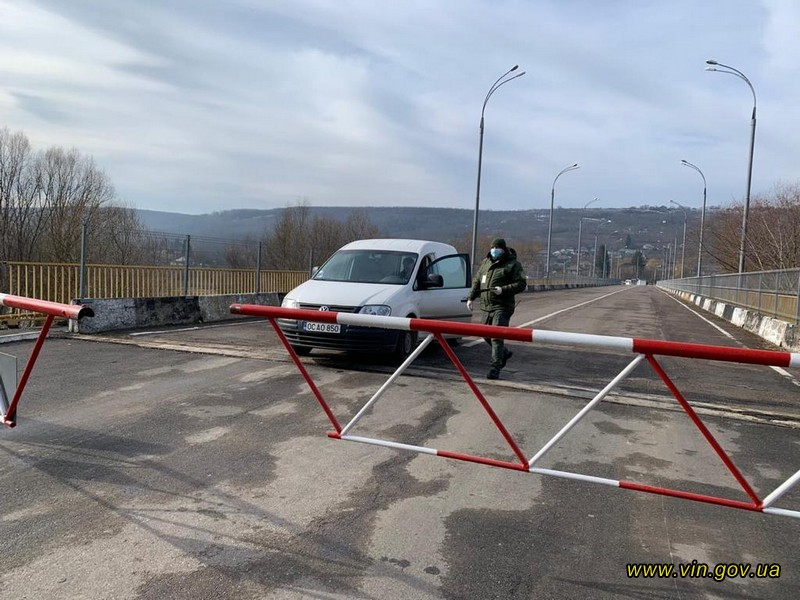
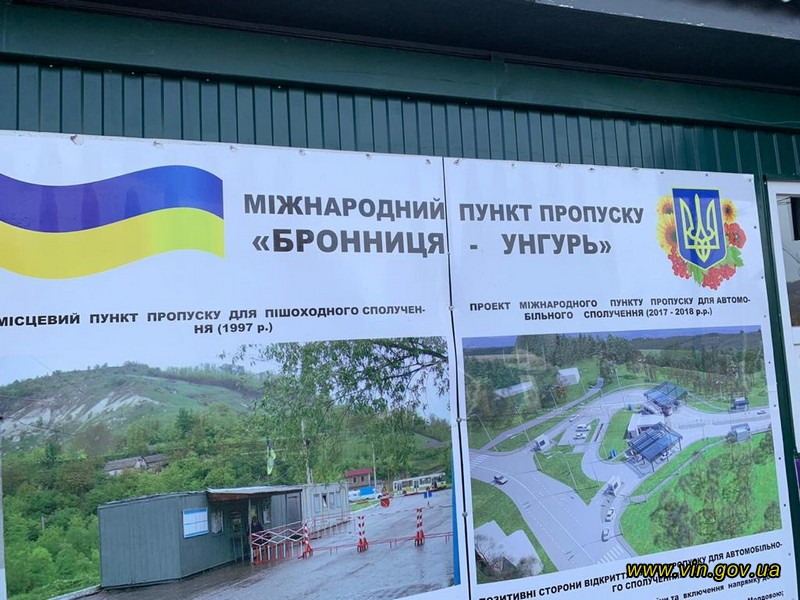
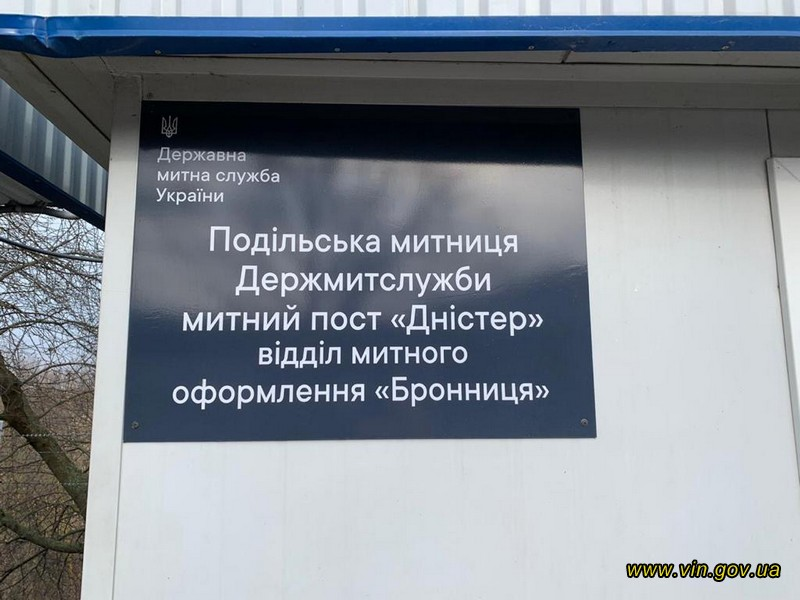
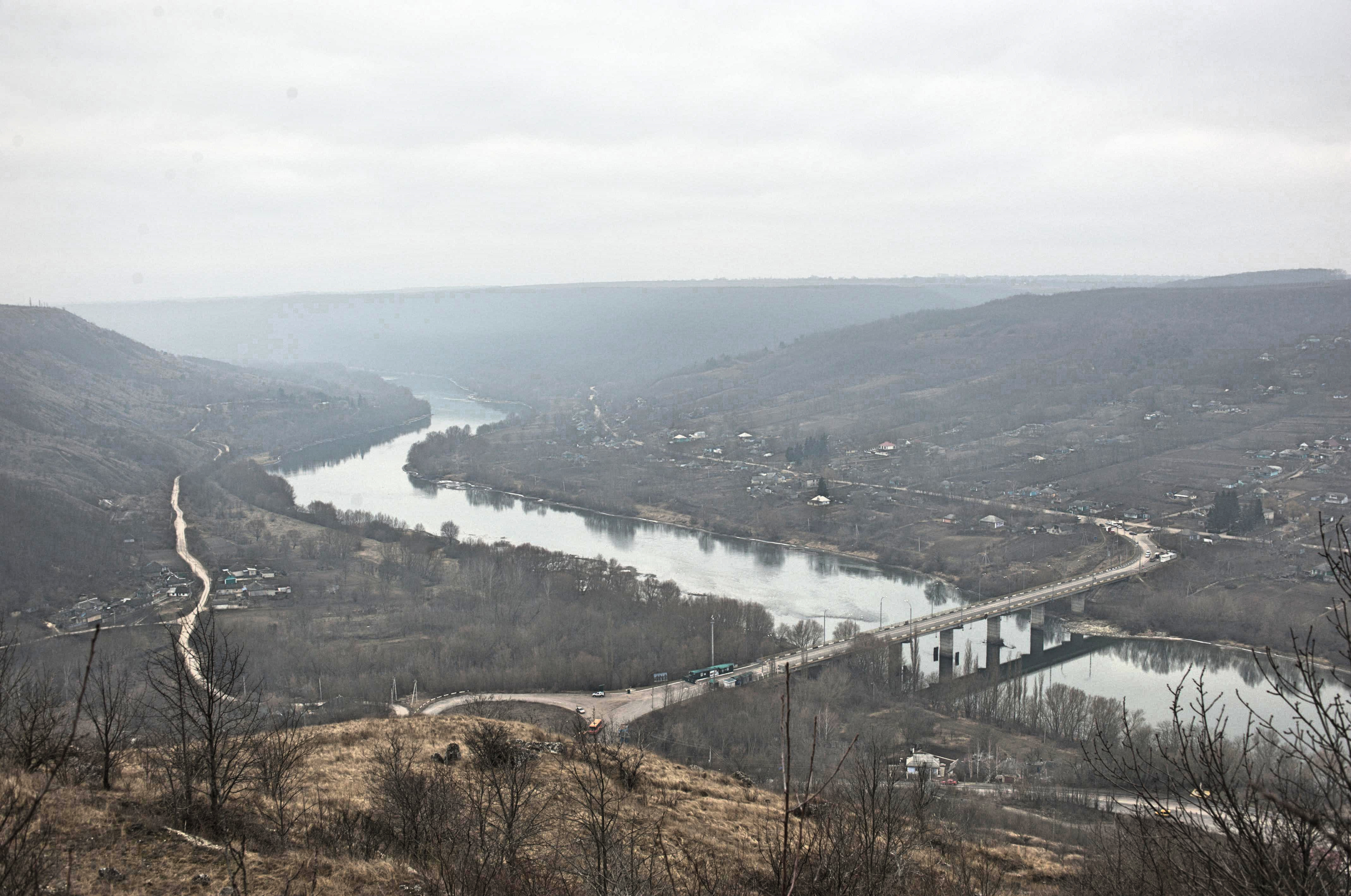
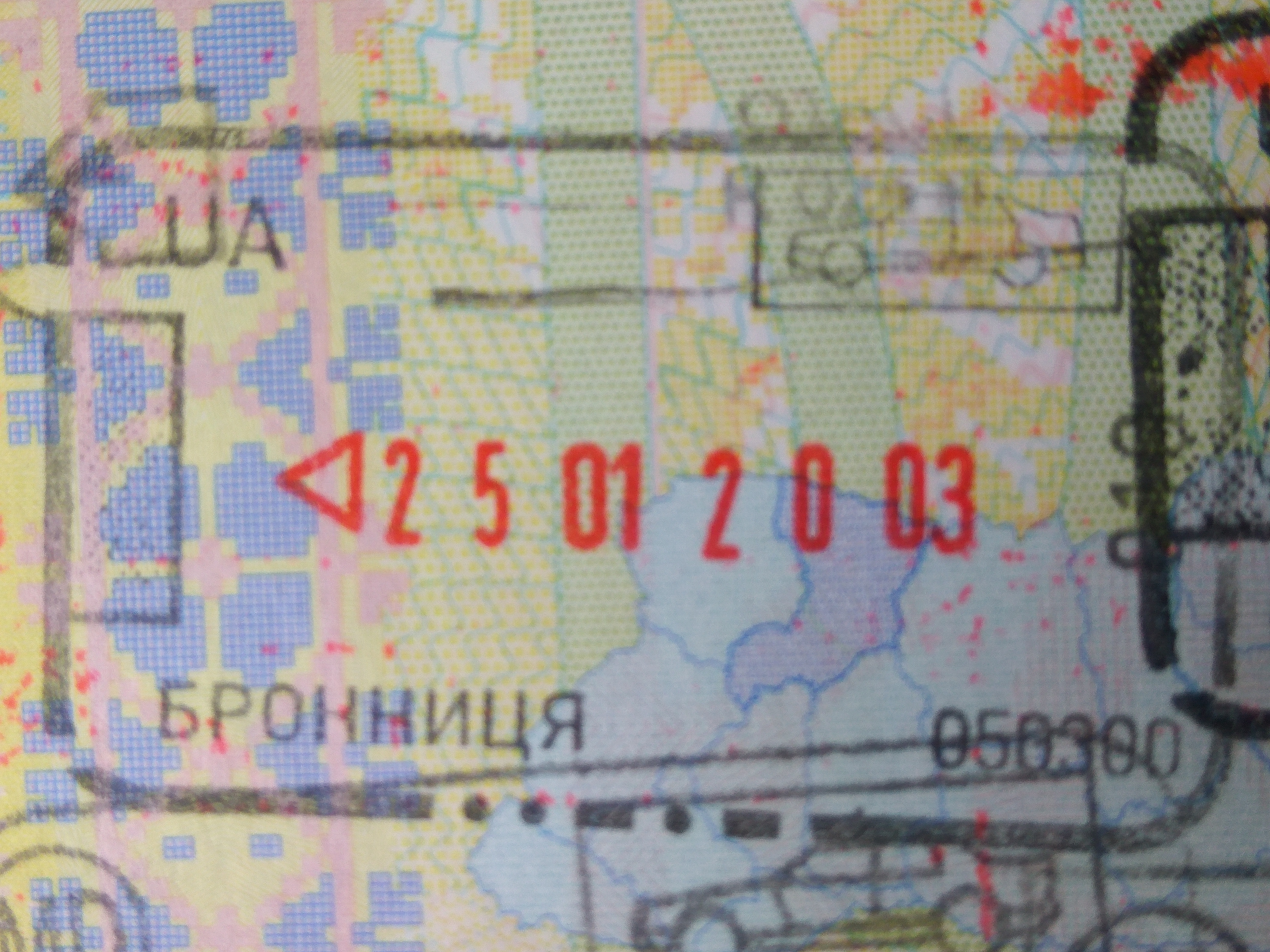